# Fritz Hallerstede
Fritz Gustav Franz Hallerstede (* 2. November 1904 in Oldenburg; † 31. Juli 1989 in Bremen) war ein deutscher Widerstandskämpfer, Politiker (KPD, SAP, SPD) und Mitglied der Bremischen Bürgerschaft.

## Biografie

### Familie, Ausbildung, Beruf
Hallerstede lebte ab 1908 viele Jahre in der Bremer Neustadt. Hier besuchte er die Schule und absolvierte eine Ausbildung als Elektrohandwerker. Er diente im Zweiten Weltkrieg als Soldat, war zum Schluss in Neustadt in Holstein stationiert und erlebte im Mai 1945 die Bombardierung der Cap Arcona. Auf einem Floß konnte er zusammen mit seinem Schwager in der Lübecker Bucht 17 Menschen retten, darunter KZ-Gefangene und Soldaten. Nach dem Krieg wohnte er zunächst in Neustadt.
Er zog wieder nach Bremen und war als Verwaltungsangestellter in Bremen tätig, ab 1952 als Referent für Flüchtlings- und Evakuierungsaufgaben beim Arbeitssenator. Er heiratete am 4. Oktober 1930 in Bremen und hatte dort einen Sohn.

### Politik
Hallerstede war früh Gewerkschafter und in der sozialistischen Jugendbewegung. In den 1920er Jahren war er Mitglied in der Kommunistischen Partei Deutschlands (KPD), wurde jedoch später ausgeschlossen, weil er nicht mit deren Haltung zur Einheitsgewerkschaft übereinstimmte. Er trat dann 1932 in die 1931 gegründete Sozialistische Arbeiterpartei (SAP) ein, eine linke Abspaltung der SPD. In der Zeit des Nationalsozialismus war er illegal politisch tätig und hatte Kontakte zu den Auslandsvertretungen der SAP in Dänemark und Schweden; er traf u. a. mit Willy Brandt zusammen. Er wurde nach 1945 Mitglied der SPD und war in seinem Ortsverein in Bremen-Neustadt aktiv und zeitweise Vorsitzender des Distrikts.
Von 1959 bis 1963 war er Mitglied der 5. Bremischen Bürgerschaft und dort Mitglied verschiedener Deputationen, u. a. für Wiedergutmachung für Flüchtlinge, Heimkehrer und Kriegsgefangene. Er gehörte danach bis 1967 der Deputation für Außenhandel an.